# Ole-Kristian Tollefsen
Ole-Kristian Tollefsen (* 29. März 1984 in Oslo) ist ein ehemaliger norwegischer Eishockeyspieler, der in der National Hockey League bei den Columbus Blue Jackets und Philadelphia Flyers aktiv war und insgesamt 163 NHL-Partien absolvierte. In Schweden spielte er unter anderem für Färjestad BK und MODO Hockey in der Svenska Hockeyligan.

## Karriere
Ole-Kristian Tollefsen begann seine Karriere als Eishockeyspieler bei Lillehammer IK, für den er von 2000 bis 2002 in der GET-ligaen, der höchsten norwegischen Spielklasse, aktiv war. Anschließend wurde er im NHL Entry Draft 2002 in der dritten Runde als insgesamt 65. Spieler von den Columbus Blue Jackets ausgewählt. Zunächst spielte der Verteidiger jedoch erst einmal zwei Jahre lang für die Brandon Wheat Kings aus der kanadischen Juniorenliga Western Hockey League, die ihn beim CHL Import Draft 2002 als Gesamtneunten gezogen hatten, ehe er während des Lockouts in der Saison 2004/05 für Columbus’ Farmteam, Syracuse Crunch aus der American Hockey League auf dem Eis stand. Zudem bestritt er in dieser Spielzeit zwei Spiele für die Dayton Bombers in der ECHL. Nachdem er auch die Saison 2005/06 fast ausschließlich bei den Syracuse Crunch in der AHL verbracht hatte, lief der Norweger ab der Saison 2006/07 regelmäßig für Columbus in der National Hockey League auf.
Zur Saison 2009/10 unterschrieb Tollefsen einen Vertrag bei den Philadelphia Flyers, für die er in 18 Spielen zwei Tore vorbereitete. Im Februar 2010 wurde er an die Detroit Red Wings abgegeben, die ihn aber ausschließlich in ihrem AHL-Farmteam Grand Rapids Griffins einsetzten. Im Mai des gleichen Jahres wurde er von MODO Hockey aus der schwedischen Elitserien verpflichtet, bei dem er auf Anhieb Assistenzkapitän wurde. Mit seiner Mannschaft erreichte er in der Kvalserien den Klassenerhalt.
Ab der Saison 2012/13 stand Tollefsen bei Färjestad BK unter Vertrag, ehe er seine Karriere im Januar 2018 aufgrund der Auswirkungen eines Trainingsunfalls beendete.
Nach dem Ende seiner Karriere trat Tollefsen in Färjestads Trainerteam ein und ist seit 2021 Trainerassistent des Juniorenteams in der J20 Nationell.

### International
Für Norwegen nahm Tollefsen im Juniorenbereich an den U18-Junioren-Weltmeisterschaften 2001 und 2002 sowie den U20-Junioren-Weltmeisterschaften der Division I 2002, 2003 und 2004 teil. Des Weiteren stand er im Aufgebot seines Landes bei den Weltmeisterschaften der Division I 2004 und 2005 sowie bei den Weltmeisterschaften der Top-Division 2010, 2011, 2012, 2013, 2015 und 2016. Zudem vertrat er Norwegen bei den Olympischen Winterspielen 2010 in Vancouver und 2014 in Sotschi.
Bei der U20-Weltmeisterschaft 2024 war er Trainerassistent der norwegischen Junioren.

## Statistik
(Stand: Ende der Saison 2016/17)